# TripTank
TripTank é uma série animada de televisão americana transmitida no canal Comedy Central. A série estreou no dia 02 de abril de 2014 e é composta de vários curtas-metragens animados, retratados por vários estilos de animação e roteiristas, apesar de existir uma correlação direta entre as diferentes histórias.
O elenco é composto por Carlos Alazraqui, Bill Oakley, Wayne Brady, Bob Odenkirk, Curtis Armstrong, Nat Faxon, Tom Kenny, Rachel Butera, Larry David, Yotam Perel, Rob Yulfo, Zach Galifianakis entre outros.